# Pianoconcert nr. 2 (Mozart)
Pianoconcert nr. 2 in Bes majeur, KV 39, is een pianoconcert van Wolfgang Amadeus Mozart. Lang dacht men dat dit werk, samen met pianoconcerten nr. 1, 3 en 4, door Mozart zelf gecomponeerd waren. Nu is bekend dat het orkestraties zijn van sonates van meerdere Duitse componisten. Mozart voltooide het stuk in juli 1767.

## Orkestratie
Het pianoconcert is geschreven voor:
- Twee hobo's
- Twee hoorns
- Pianoforte
- Strijkers

## Onderdelen
Het pianoconcert bestaat uit drie delen:
1. Allegro spiritoso
2. Andante staccato
3. Molto allegro